# Abrar Osman
Abrar Osman (1 januari 1994) is een atleet uit Eritrea. Hij is gespecialiseerd in de lange afstanden. Hij nam eenmaal deel aan de Olympische Spelen, maar won hierbij geen medailles.

## Biografie
Bij de Olympische Jeugdspelen in 2010 in Singapore won hij de 3000 m en hij won brons op de IAAF Jeugd Wereldkampioenschappen in 2011 in Lille. Hij won de 10 kilometerwedstrijd van de Hemmeromloop in een tijd van 28.22.
In 2013 eindigde Osman op de achttiende plaats op de wereldkampioenschappen veldlopen in Bydgoszcz en werd zesde in de Dam tot Damloop in Amsterdam.
In 2014 won hij de Stadsloop Appingedam (4 Engelse Mijl). Op het Afrikaans Kampioenschap in Marrakech won hij brons op de 5000 m. In 2015 nam hij deel aan de Wereldkampioenschappen op de 5000 m. Tijdens de Wereldkampioenschappen veldlopen in Guiyang werd hij dertiende. Hij won de Gouden Spike in Leiden met zijn prestatie op de 10.000 m. Osman werd tweede in de Corrida de Houilles.
In 2016 nam Osman deel aan de Olympische Spelen op de 5000 m, waar hij tiende werd in een tijd van 13.09,56. Tijdens het wereldkampioenschap halve marathon in 2016 werd hij zevende met een tijd van 1:00.58 en met het landenteam won hij het brons. Tijdens de Zevenheuvelenloop in 2016 en 2018 werd Osman tweede en in de Dam tot Damloop van 2016 werd hij derde.

## Persoonlijke records
Baan
| Onderdeel | Prestatie | Datum        | Plaats  |
| --------- | --------- | ------------ | ------- |
| 3000 m    | 7.39,40   | 22 mei 2016  | Hengelo |
| 5000 m    | 13.04,12  | 22 mei 2016  | Hengelo |
| 10.000 m  | 27.41,69  | 13 juni 2015 | Leiden  |

Weg
| Onderdeel      | Prestatie | Datum             | Plaats    |
| -------------- | --------- | ----------------- | --------- |
| 10 km          | 27.54     | 29 november 2015  | New Delhi |
| 15 km          | 42.19     | 26 maart 2016     | Cardiff   |
| 10 Eng. mijl   | 46.12     | 18 september 2016 | Amsterdam |
| halve marathon | 59.46     | 17 maart 2019     | Lissabon  |
| marathon       | 2:07.46   | 29 oktober 2019   | Amsterdam |